# 18623 Піз
18623 Піз (18623 Pises) — астероїд головного поясу, відкритий 27 лютого 1998 року.
Тіссеранів параметр щодо Юпітера — 3,308.
Назва походить від назви Пізанської Обсерваторії (фр. Observatoire des Pises) — астрономічної обсерваторії, створеної в 1985 році у національному парку Севенн біля озера Піз, (Франція).